# Pseudoleptochelia crassicornis
Pseudoleptochelia crassicornis är en kräftdjursart som först beskrevs av Stebbing 1905.  Pseudoleptochelia crassicornis ingår i släktet Pseudoleptochelia och familjen Leptocheliidae. Inga underarter finns listade i Catalogue of Life.